# Rolf Dahlgren
Rolf Martin Theodor Dahlgren (* 7. Juli 1932 in Örebro; † 14. Februar 1987 in Schonen) war ein schwedischer Botaniker. Er war Professor an der Universität Kopenhagen. Sein offizielles botanisches Autorenkürzel lautet „R.Dahlgren“.

## Leben und Werk
Dahlgren, der Sohn eines Apothekers, studierte an der Universität Lund mit dem Magister in Biologie 1959 und der Promotion in Botanik 1964 (Dissertation: Studies on Aspalathus and some related genera in South Africa). Danach war er Dozent am Institut für Systematische Botanik in Lund und befasste sich besonders mit südafrikanischen Pflanzen, wozu er 1956/57 und 1965/66 zu Exkursionen in Südafrika war. 1973 wurde er Professor in Kopenhagen (wobei er in Lund wohnen blieb). Er starb bei einem Autounfall.
Er ist bekannt für ein taxonomisches System der Angiospermen und speziell Einkeimblättrige, wobei er auch die Chemie mit einbezog. In diesem Zusammenhang ist er auch für eine graphische Darstellung, das Dahlgrenogramm, bekannt.
1986 wurde er Mitglied der Königlich Schwedischen Akademie der Wissenschaften. Im selben Jahr erhielt er den Linné-Preis der Königlichen Physiographischen Gesellschaft in Lund.
Nach seinem Tod setzte seine Frau, die Botanikerin Gertrud Dahlgren, seine taxonomische Arbeit fort.

## Ehrungen
Die Gattung südafrikanischer Lorbeergewächse Dahlgrenodendron J.J.M.van der Merve & A.E. van Wyk wurde 1988 nach ihm benannt.
Die Physiographische Gesellschaft in Lund vergibt seit 1988 alle drei Jahre den Rolf Dahlgren Preis in Botanik.

## Schriften
- Angiospermernes taxonomi, 4 Bände, Kopenhagen: Akademisk Forlag, 1974 bis 1976.
- mit H. T. Clifford: The monocotyledons: A comparative study, Academic Press 1982
- mit H. T. Clifford, Peter Yeo: The families of the monocotyledons: Structure, evolution, and taxonomy, Springer-Verlag 1985